# Zbigniew Schmutzer
Zbigniew Schmutzer (ur. 26 lutego 1959 w Ruszowie) – polski koszykarz, występujący na pozycjach silnego skrzydłowego lub środkowego, multimedalista mistrzostw Polski.

## Życiorys
Koszykówkę zaczął trenować w szkole podstawowej w Zgorzelcu, pod okiem greckiego nauczyciela WF Takisa Skenzulisa. Absolwent Technikum Górniczego w Zgorzelcu. Grał w drużynie juniorów i seniorów Turowa Zgorzelec. Za namową Aleksandra Micnera, w 1982 został zawodnikiem Pogoni Prudnik. Razem z małżonką zamieszkał w hotelu w Rynku w Prudniku. Rok później przeszedł do Górnika Wałbrzych.
Po upadku wałbrzyskiej kopalni wyjechał do Niemiec i grał w II lidze w klubie z Siegen. Trenował grające w lidze saksońskiej Görlitzer Turnverein 1847. Zamieszkał w Zgorzelcu.

## Osiągnięcia
Drużynowe
- Mistrz Polski (1988)[3]
- Wicemistrz Polski (1986)
- Uczestnik rozgrywek Pucharu Koracia (1988/1989 – I runda)[4]